# Aspicera spinosa
Aspicera spinosa is een vliesvleugelig insect uit de familie van de Figitidae. De wetenschappelijke naam van de soort is voor het eerst geldig gepubliceerd in 1832 door Fonscolombe.